# Cleveland Cavaliers 2008-2009
La stagione 2008-09 dei Cleveland Cavaliers fu la 39ª nella NBA per la franchigia.
I Cleveland Cavaliers vinsero la Central Division della Eastern Conference con un record di 66-16. Nei play-off vinsero il primo turno con i Detroit Pistons (4-0), la semifinale di conference con gli Atlanta Hawks (4-0), perdendo poi la finale di conference con gli Orlando Magic (4-2).

## Risultati
- Primi nella Lega al termine della Regular season con il record di 66 vittorie e 16 sconfitte.
- LeBron James ha ricevuto il NBA Most Valuable Player Award.
- Mike Brown eletto NBA Coach of the Year Award.

## Arrivi/partenze

### Draft
| Giro | Scelta | Giocatore    | Ruolo | Nazione     | College        |
| ---- | ------ | ------------ | ----- | ----------- | -------------- |
| 1    | 17     | J.J. Hickson | AP    | Stati Uniti | North Carolina |

### Scambi
| 13 agosto, 2008 | Ai Cleveland Cavaliers Mo Williams | Ai Milwaukee Bucks Damon Jones | Agli Oklahoma City Thunder Joe Smith |

### Mercato
| Giocatore | Firmato | Provenienza           |
| Joe Smith | 5 marzo | Oklahoma City Thunder |

| Giocatore | Firmato | Provenienza           |
| Joe Smith | 5 marzo | Oklahoma City Thunder |

## Roster
| N° | Naz.                   | Ruolo | Sportivo            | Anno | Alt. | Peso |
| -- | ---------------------- | ----- | ------------------- | ---- | ---- | ---- |
| 00 | Stati Uniti (bandiera) | A     | Darnell Jackson     | 1985 | 206  | 115  |
| 1  | Stati Uniti (bandiera) | G     | Daniel Gibson       | 1986 | 188  | 86   |
| 2  | Stati Uniti (bandiera) | G     | Mo Williams         | 1982 | 185  | 84   |
| 3  | Serbia (bandiera)      | GA    | Aleksandar Pavlović | 1983 | 203  | 100  |
| 4  | Stati Uniti (bandiera) | AC    | Ben Wallace         | 1974 | 206  | 109  |
| 8  | Stati Uniti (bandiera) | G     | Tarence Kinsey      | 1984 | 198  | 84   |
| 10 | Stati Uniti (bandiera) | A     | Wally Szczerbiak    | 1977 | 201  | 111  |
| 11 | Lituania (bandiera)    | C     | Žydrūnas Ilgauskas  | 1975 | 221  | 108  |
| 13 | Stati Uniti (bandiera) | G     | Delonte West        | 1983 | 193  | 82   |
| 17 | Brasile (bandiera)     | A     | Anderson Varejão    | 1982 | 208  | 104  |
| 21 | Stati Uniti (bandiera) | A     | J.J. Hickson        | 1988 | 206  | 110  |
| 23 | Stati Uniti (bandiera) | A     | LeBron James        | 1984 | 203  | 109  |
| 24 | Stati Uniti (bandiera) | G     | Trey Johnson        | 1984 | 196  | 99   |
| 31 | Stati Uniti (bandiera) | A     | Jawad Williams      | 1983 | 206  | 99   |
| 32 | Stati Uniti (bandiera) | A     | Joe Smith           | 1975 | 208  | 102  |
| 55 | Stati Uniti (bandiera) | AC    | Lorenzen Wright     | 1975 | 211  | 102  |

## Staff tecnico
- Allenatore: Mike Brown
- Vice-allenatori: Hank Egan, John Kuester, Michael Malone, Melvin Hunt, Chris Jent
- Vice-allenatore per lo sviluppo dei giocatori: Lloyd Pierce
- Preparatore fisico: Stan Kellers